# Fantan (Armenia)
Fantan – wieś w Armenii, w prowincji Kotajk. W 2011 roku liczyła 930 mieszkańców.